# Universidad del Atlántico Medio
La Universidad del Atlántico Medio (UNAM) es una universidad privada española con sede en Las Palmas de Gran Canaria.

## Historia
La Fundación Canaria Bravo Murillo; constituida en 1988 por la Cámara Oficial de Comercio, Industria y Navegación de Las Palmas de Gran Canaria, el Banco Exterior de España, la Universidad Politecnica de Canarias, la Consejería de Economía y Comercio del Gobierno Autónomo de Canarias, la Confederación Canaria de Empresarios, y la Institución Ferial de Canarias; puso en marcha ese mismo año la Escuela Superior de Comercio Exterior y Marketing (ESCOEX), y en 2015 promueve la Universidad Internacional de Canarias, que es reconocida como universidad privada mediante Ley 5/2015, de 26 de marzo.
Posteriormente, mediante Ley 2/2017, de 24 de marzo, cambió su denominación a Universidad del Atlántico Medio.
Tras recibir la autorización definitiva para el inicio de actividades, mediante ORDEN de 11 de mayo de 2020, realizó en el curso 2018-2019 su primer ejercicio académico.

## Centros docentes
Además de los tres centros docentes aprobados en su fundación; Facultad de Ciencias de la Salud, Facultad de Ciencias Sociales y Jurídicas, y Escuela de Ingeniería en Sistemas de Información; el Consejo de Gobierno aprobó en 2024 la creación de la Facultad de Ciencias de la Educación.